# Pateclizumab
Il pateclizumab (MLTA3698A secondo la Denominazione comune internazionale) è un anticorpo monoclonale umanizzato, di origine murina, che funge da immunomodulatore grazie al suo legame con il fattore beta di necrosi tumorale (TNF-β). Questo farmaco è prodotto dalla Genentech e dalla Hoffmann-La Roche. La maggior parte degli studi clinici sul pateclizumab hanno riguardato pazienti affetti da artrite reumatoide.